# چماقستان (املش)
چماقستان ، با نام جدید چمنستان، روستایی دیدنی از توابع بخش مرکزی شهرستان املش در استان گیلان ایران است.

## جمعیت
این روستا در دهستان املش شمالی قرار دارد و براساس سرشماری مرکز آمار ایران در سال ۱۳۸۵، جمعیت آن ۷۱۲ نفر (۲۲۷خانوار) بوده‌است.